# Hy White
Hyman „Hy“ White (* 17. Dezember 1915 in Boston; † 28. Februar 2011 in Riverdale) war ein US-amerikanischer Jazzgitarrist der Swingära.

## Leben und Wirken
White lernte zunächst Geige und gründete bereits während seiner Schulzeit eine Formation namens Hy White and His Pals, in der er Banjo spielte, bevor er dann zur Gitarre wechselte. Er spielte ab 1938 bei Woody Herman and His Orchestra, zu hören als Solist in Titeln wie „Blue Ink“, „Red River Blues“ und „Blues Upstairs“. White wirkte auch bei Hermans Sessions mit Connee Boswell (1939) und Bing Crosby (1941) mit. Im April 1944 wechselte er zur Bigband von Les Brown. In dieser Zeit entstanden auch Aufnahmen mit Muggsy Spanier & His V-Disc All Stars, Trummy Young, Tony Pastor, Frank Sinatra, Gene Krupa, Ella Fitzgerald, Jo Stafford, Martha Tilton, Coleman Hawkins, Dave Matthews, Marie Bryant, Bernie Leighton, Elliot Lawrence, Pearl Bailey, Jerry Gray und Sam Donahue. Nach seinem Ausscheiden bei Les Brown arbeitete er u. a. mit Milt Herth, Billy Butterfield, Mary Osborne, Johnny Hartman, 1950–52 im Jimmy Dorsey Orchestra und 1951 erneut bei Woody Herman. In den späten 50ern wirkte er noch bei Plattensessions von Johnny Ray (The Big Beat) und Little Jimmy Scott mit. In den 1970er-Jahren spielte er in der Band des Sängers Peter Dean. Im Bereich des Jazz war er zwischen 1928 und 1980 an 161 Aufnahmesessions beteiligt. White war auch als Musikpädagoge tätig und schrieb ein Gitarrenlehrbuch.